# Maranwez
Maranwez ist eine französische Gemeinde mit 54 Einwohnern (Stand: 1. Januar 2022) im Département Ardennes in der Region Grand Est (vor 2016 Champagne-Ardenne). Sie gehört zum Arrondissement Charleville-Mézières, zum Kanton Signy-l’Abbaye sowie zum Gemeindeverband Crêtes Préardennaises.

## Geographie
Umgeben wird Maranwez von den Nachbargemeinden Montmeillant im Süden, Saint-Jean-aux-Bois im Westen, Liart im Nordwesten, Marlemont im Nordosten sowie vom Kantonshauptort Signy-l’Abbaye im Osten.

## Bevölkerungsentwicklung
| Jahr                      | 1962 | 1968 | 1975 | 1982 | 1990 | 1999 | 2004 | 2009 | 2016 |
| Einwohner                 | 92   | 84   | 65   | 51   | 57   | 59   | 62   | 48   | 63   |
| Quelle: Cassini und INSEE |      |      |      |      |      |      |      |      |      |

## Sehenswürdigkeiten

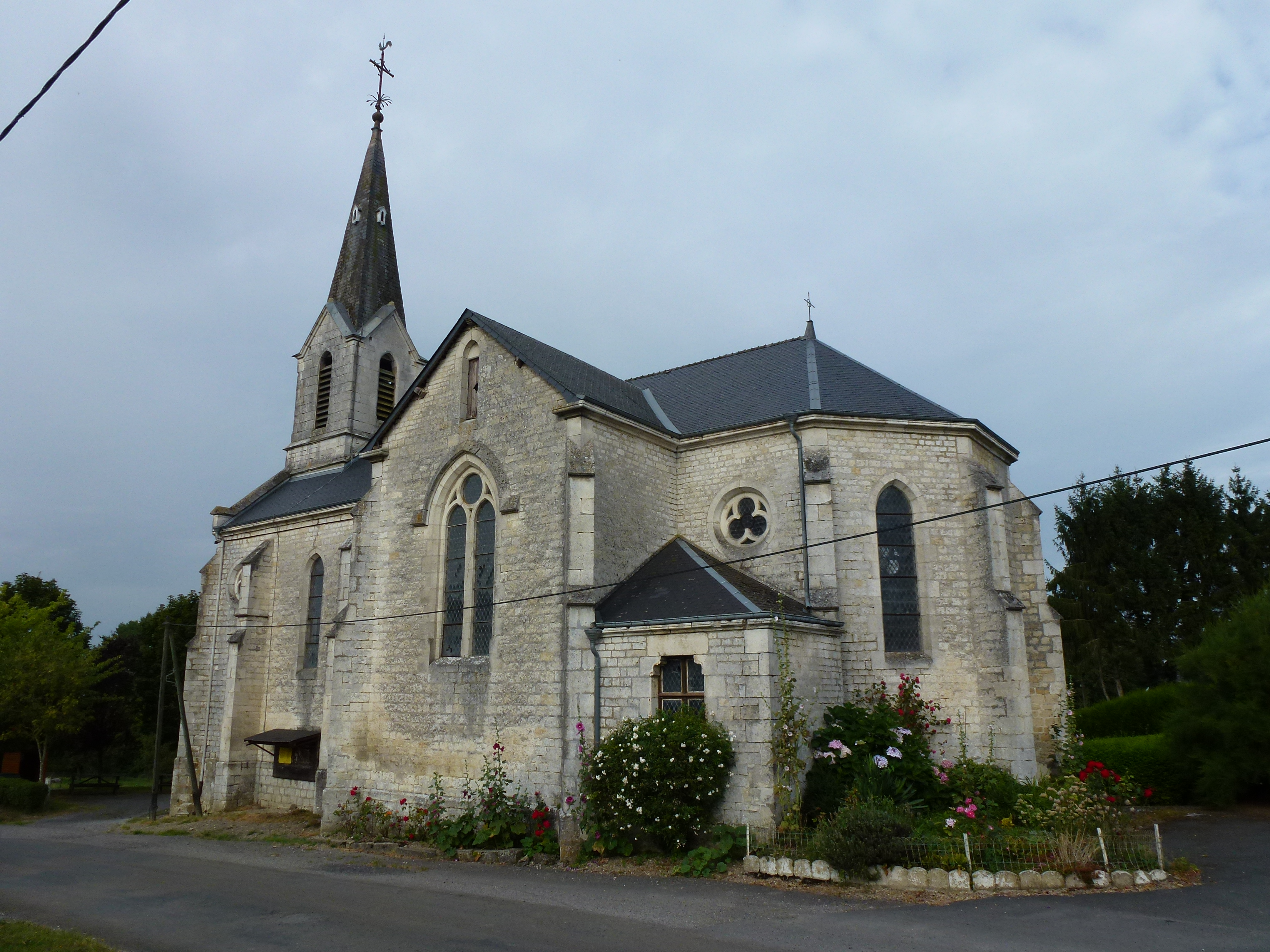
Kirche Saint-Claude

- Kirche Saint-Claude